# Baranomys
Baranomys – wymarły rodzaj gryzoni z podrodziny Baranomyinae. Zwierzęta te wykształciły się w pliocenie i są spokrewnione z chomikowatymi. Są przodkami współczesnych karczowników. Kopalne ślady występowania gatunków z rodzaju Baranomys odnajdywano w Kanadzie, Niemczech (kopalnia węgla brunatnego koło Wölfersheim), na Węgrzech (Csarnóta, Komitat Baranya), na Słowacji i w Polsce. Skamieniałe szczątki Baranomys longidens (oznaczone pierwotnie jako należące do Microtodon longidens) zostały wypreparowane z brekcji kostnej zebranej w rezerwacie przyrody Węże i opisane przez polskiego zoologa Kazimierza Kowalskiego w 1960 roku. Holotyp znajduje się w Instytucie Systematyki i Ewolucji Zwierząt PAN w Krakowie.